# 尾瀬沼

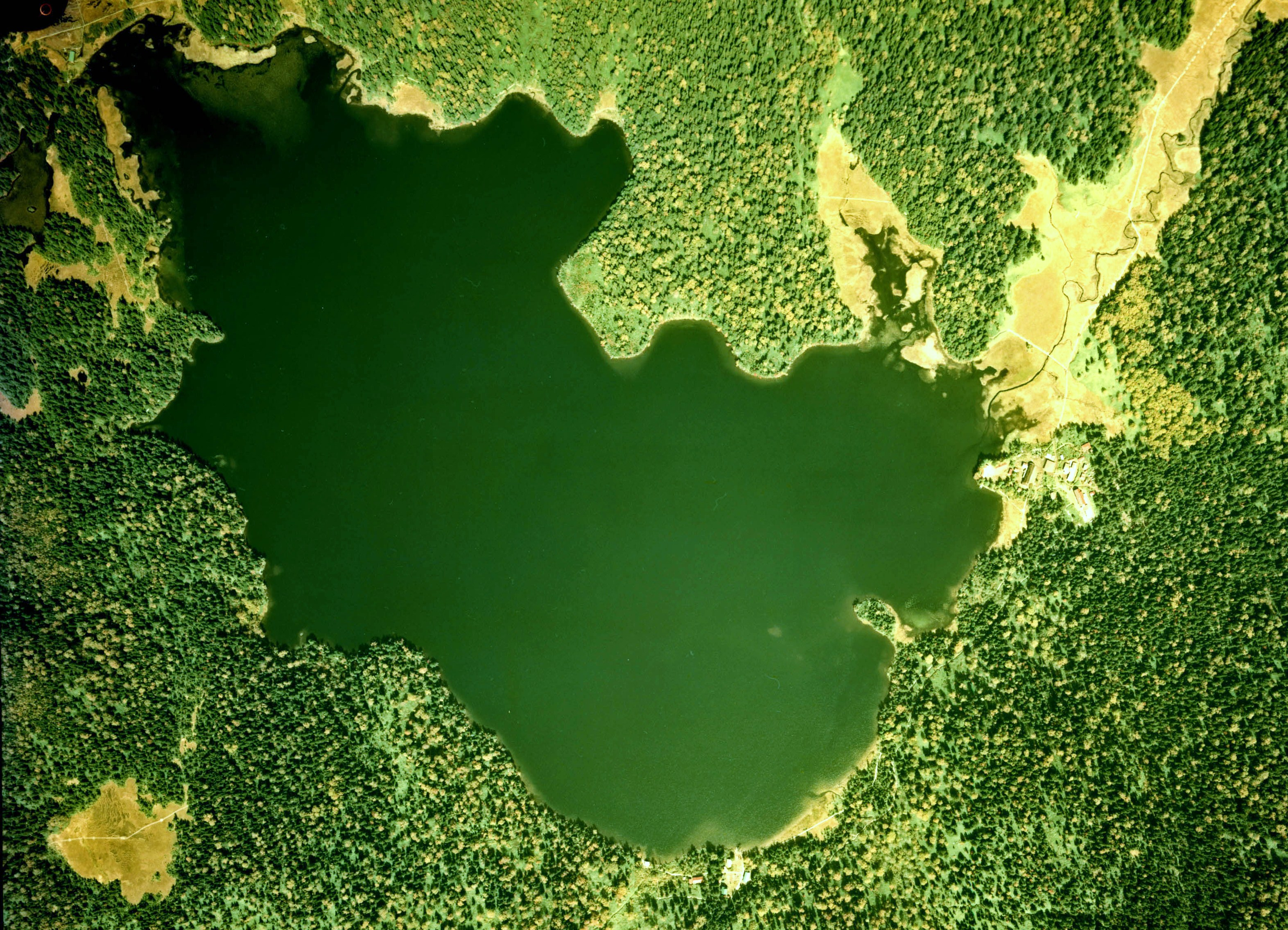
尾瀬沼付近の空中写真。（1976年撮影）

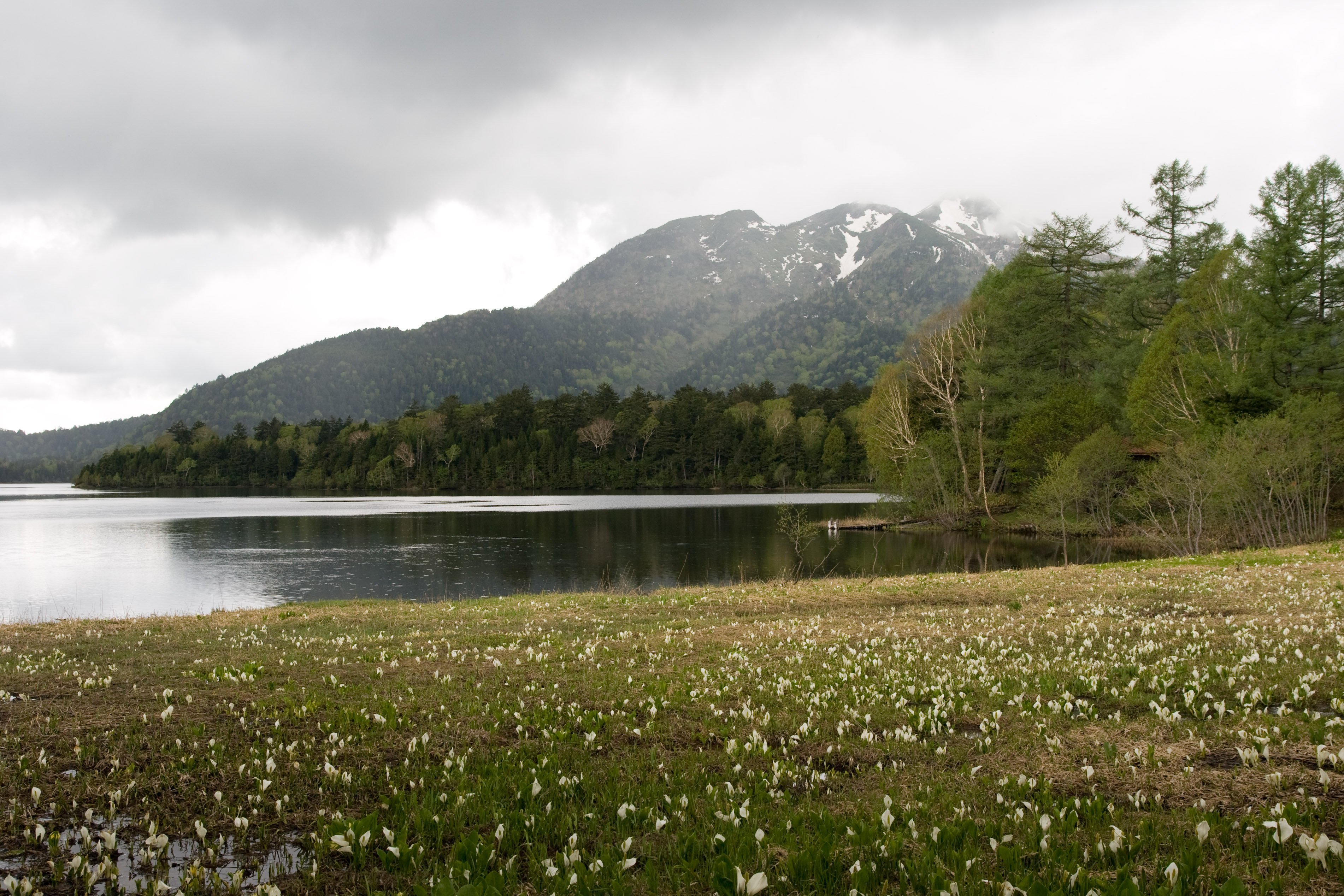
尾瀬沼（2014年6月）

尾瀬沼（おぜぬま）は、群馬県利根郡片品村と福島県南会津郡檜枝岐村にまたがって位置する沼。尾瀬地域にある。面積は1.81km2。上毛かるたでは「せ」の札において、「仙境尾瀬沼　花の原」と読まれる。只見川の一方の最上流に位置するため、標高は1660 mと高く、日本では、これより高く尾瀬沼より大きい湖沼・池は無い。

## 概要
尾瀬国立公園の要所の一つであり、尾瀬ヶ原に比べると240 m程標高が高い。南側からの入口である三平峠が、只見川（阿賀野川）水系と片品川（利根川）水系の分水嶺となる。東岸には、環境省によりビジターセンターが設置されている。
1967年までは、三平下にボート乗り場があり、釣りも行われていた。

## アクセス
尾瀬沼の遊歩道はちょうど国道401号の未開通・未指定区間にあたり、アクセスルートも国道401号に沿う。
- 関越自動車道沼田ICから国道120号、国道401号経由で大清水小屋まで約45km、1時間30分、さらにそこから徒歩で約7km、2時間20分。途中の一ノ瀬まではシャトルバスがある。一ノ瀬からは徒歩で約1時間。
- 檜枝岐方面よりシャトルバスで沼山峠へ、沼山峠より徒歩2.8km、1時間30分。

## 周辺の観光地
- 尾瀬ヶ原
- 燧ケ岳
- 至仏山
- 尾瀬戸倉温泉
- ミニ尾瀬公園